# Ferdinand von Malaisé

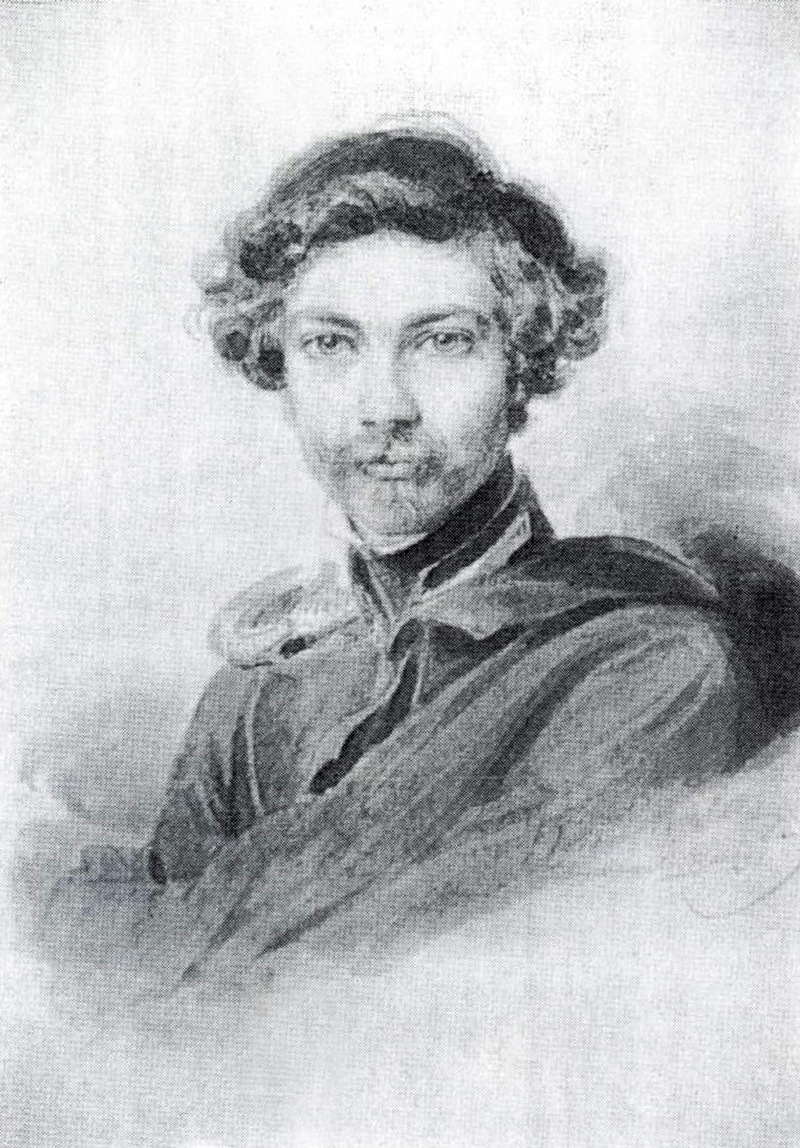
Ferdinand Malaisé, gemalt von Franz Xaver Winterhalter

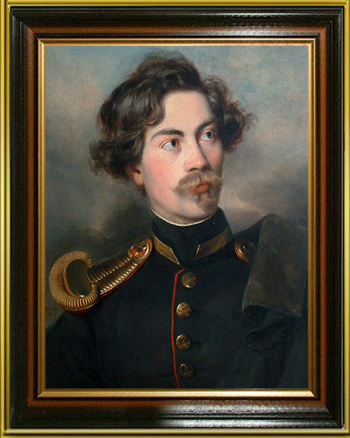
Ferdinand Malaisé, zeitgenössisches Gemälde

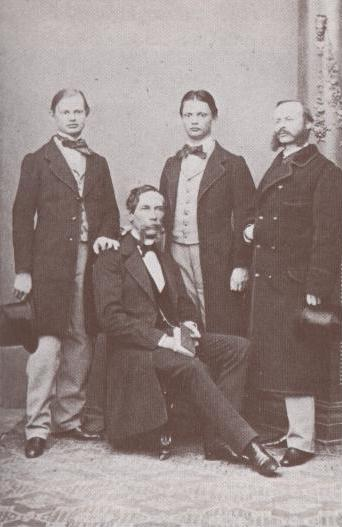
Die Erzieher Ferdinand von Malaisé (Mitte) und Heinrich von Vallade (ganz rechts), mit dem späteren König Ludwig III. (rechts) und Prinz Leopold von Bayern (links)

Ferdinand Malaisé, seit 1862 Ritter von Malaisé, (* 23. Februar 1806 in Linz am Rhein; † 29. Juni 1892 in München) war ein bayerischer Generalleutnant und Erzieher von König Ludwig III. sowie dessen Bruder Prinz Leopold von Bayern.

## Leben

### Herkunft
Er war der Sohn des aus Saint-Menges bei Sedan in Frankreich stammenden und von dort während der Revolution geflohenen bayerischen Zolleinnehmers Christoph Malaisé (1773–1852) und dessen Ehefrau Magdalena, geborene Stephani (1769–1821) aus Mainz. Der Vater amtierte zunächst als Zollbeamter im pfälzischen Neuburg am Rhein, ab 1821 in Germersheim. Seine erste Frau starb beim Umzug in die Festungsstadt. Dort heiratete er 1822 die Notarstochter Dorothee Geiger aus Lauterburg.

### Militärkarriere
In Neuburg am Rhein aufgewachsen, verließ Malaisé im Jahr 1822 seine Familie und trat Anfang September des Jahres als Kadett in das Artillerie-Regiment der Bayerischen Armee ein, welches in Landau garnisonierte. Mit der Beförderung zum Unterleutnant wurde er Ende September 1827 in das 2. Artillerie-Regiment versetzt. Zum Jahreswechsel 1831/32 kam er in das 1. Artillerie-Regiment und war ab Mitte September 1833 als Lehrer für Mathematik beim Kadettenkorps in München tätig. Bis Anfang Mai 1848 avancierte Malaisé zum Hauptmann I. Klasse.
Von August 1852 bis Mai 1863 wirkte Malaisé im Haus des Prinzen Luitpold als Lehrer und Erzieher seiner Söhne Ludwig und Leopold. Unterstützung erhielt er ab 1855 von dem Offizier Heinrich von Vallade (1830–1870), jüngerer Bruder des Speyerer Geistlichen Joseph Max von Vallade (1825–1882). Zu jener Zeit ahnte niemand, dass Prinz Luitpold einmal der Regent des Landes und sein Sohn als Ludwig III. dessen König werden sollte. Während seines Wirkens stieg er Mitte Oktober 1853 zum Major auf und war zugleich ab Ende Dezember 1858 als Oberstleutnant bei der Artillerie-Beratungs-Kommission tätig. Am 28. November 1861 folgte seine Beförderung zum Oberst.
Für seine Leistungen um die Erziehung der Prinzensöhne verlieh ihm König Maximilian II. am 22. Januar 1862 das Ritterkreuz des Verdienstordens der Bayerischen Krone. Damit verbunden war die Verleihung des persönlichen Adels und er durfte sich nach Eintragung in die Adelsmatrikel „Ritter von Malaisé“ nennen.
Mitte November 1864 wurde er Kommandant des Kadettenkorps und der Artillerie- und Genieschule. Nach dem Beginn des Deutschen Krieges beförderte man Malaisé am 20. Juni 1866 zum Generalmajor und er wirkte als Vertreter Bayerns im österreichischen Hauptquartier des Oberkommandierenden Ludwig von Benedek. Für sein Wirken erhielt er das Komtur des Militärverdienstordens und die Erlaubnis zur Annahme des Ordens der Eisernen Krone II. Klasse mit Kriegsdekoration.
Nach dem Krieg diente Malaisé von Anfang Februar 1867 bis Ende April 1870 als Inspekteur der Militär-Bildungsanstalten und wurde dann Kommandeur der 1. Artillerie-Brigade. Diese führte er während des Krieges gegen Frankreich 1870/71 im Verband des I. Armee-Korps unter General Ludwig von der Thann in den Kämpfen bei Wörth, Beaumont, Sedan, Artenay, Coulmiers, Villepion, Loigny und Poupry, Orléans, Beaugency sowie vor Paris. Für Sedan verlieh ihm König Ludwig II. das Großkomturkreuz des Militärverdienstordens. Außerdem wurde er zwei Mal belobigt und erhielt die Erlaubnis zur Annahme beider Klassen des Eisernen Kreuzes, des Mecklenburgischen Militärverdienstkreuzes sowie der Lippischen Militär-Verdienstmedaille. Ferner verlieh ihm sein König anlässlich des 50-jährigen Dienstjubiläums am 18. April 1871 den Ludwigsorden.
Unter Verleihung des Charakters als Generalleutnant wurde ihm am 7. März 1872 der Abschied bewilligt.
Am 15. Juli 1887 wurde Malaisé mit seiner Familie in den erblichen bayerischen Adelsstand erhoben. Seine letzte Ruhestätte fand Malaisé auf dem Münchner Alten Südlichen Friedhof.
Bereits 1842 hatte Malaisé ein mathematisches Fachbuch mit dem Titel Theoretisch-practischer Unterricht im Rechnen: zunächst für die niederen Classen der Regimentsschulen der Königl. Bayer. Infanterie und Cavalerie und zum Gebrauche jener, die sich über die Gründe beim Rechnen selbst unterrichten wollen publiziert. Laut Titelseite zu der 3. Auflage dieses Buches (1863) war Malaisé auch Ritter des Großherzoglich Toskanischen St. Josephs-Ordens, der als Verleihungsbedingung das Bekenntnis zum katholischen Glauben voraussetzte.

### Familie
Malaisé hatte sich am 25. November 1830 in München mit Adelheid Wibmer (1808–1887), Tochter des Münchner Justizbeamten Sebastian Alois Wibmer, verheiratet. Aus der Ehe gingen vier Söhne und drei Töchter hervor, darunter der bayerische General der Artillerie Eugen von Malaisé (1835–1915) und der Generalmajor Maximilian von Malaisé (1844–1921).
Sein Enkel Karl von Malaisé (1868–1946) wurde bayerischer Generalmajor und war seit 1906 mit Renata von Miller (* 1879), Tochter des Erzgießers Ferdinand von Miller, verheiratet. Ein anderer Enkel, Ernst von Malaisé (1869–1933), hatte 1900 Laura von Maffei (* 1871) geehelicht, die Tochter des bayerischen Eisenbahnbarons Hugo von Maffei.